# Tabasco (Pflanze)

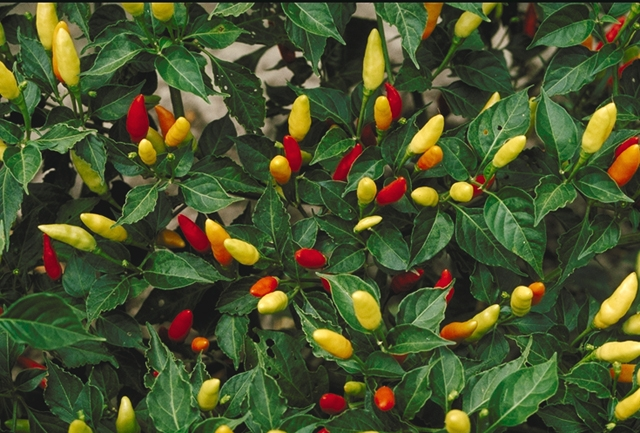
Tabasco mit unreifen und reifen Früchten

Tabasco ist der Name einer Chili-Sorte der Art Capsicum frutescens. Bekannt geworden ist sie vor allem durch die Tabascosauce. Tabasco ist außerdem der Name eines mexikanischen Bundesstaates, die Sorte wurde jedoch zuerst im amerikanischen Bundesstaat Louisiana in großem Rahmen angebaut, um die nach ihr benannte Chilisauce herzustellen.
Wie alle Frutescens-Chilis besitzt auch die Tabasco-Pflanze einen typischen buschigen Wuchs, der im gewerblichen Anbau durch Beschnitt der Pflanzen noch verstärkt wird. Die ca. 4 cm langen, vorn spitz zulaufenden Früchte wachsen aufrecht, werden zunächst gelb, später leuchtend rot. Sie erreichen aufgrund des in ihr enthaltenen Capsaicins eine Schärfe von 30.000 bis 50.000 Einheiten auf der Scoville-Skala.
Ein großer Teil der Tabasco-Bestände fiel in den 1960er Jahren dem Tabakmosaikvirus zum Opfer, bis um 1970 erste resistente Sorten (Greenleaf Tabasco) gezüchtet werden konnten.

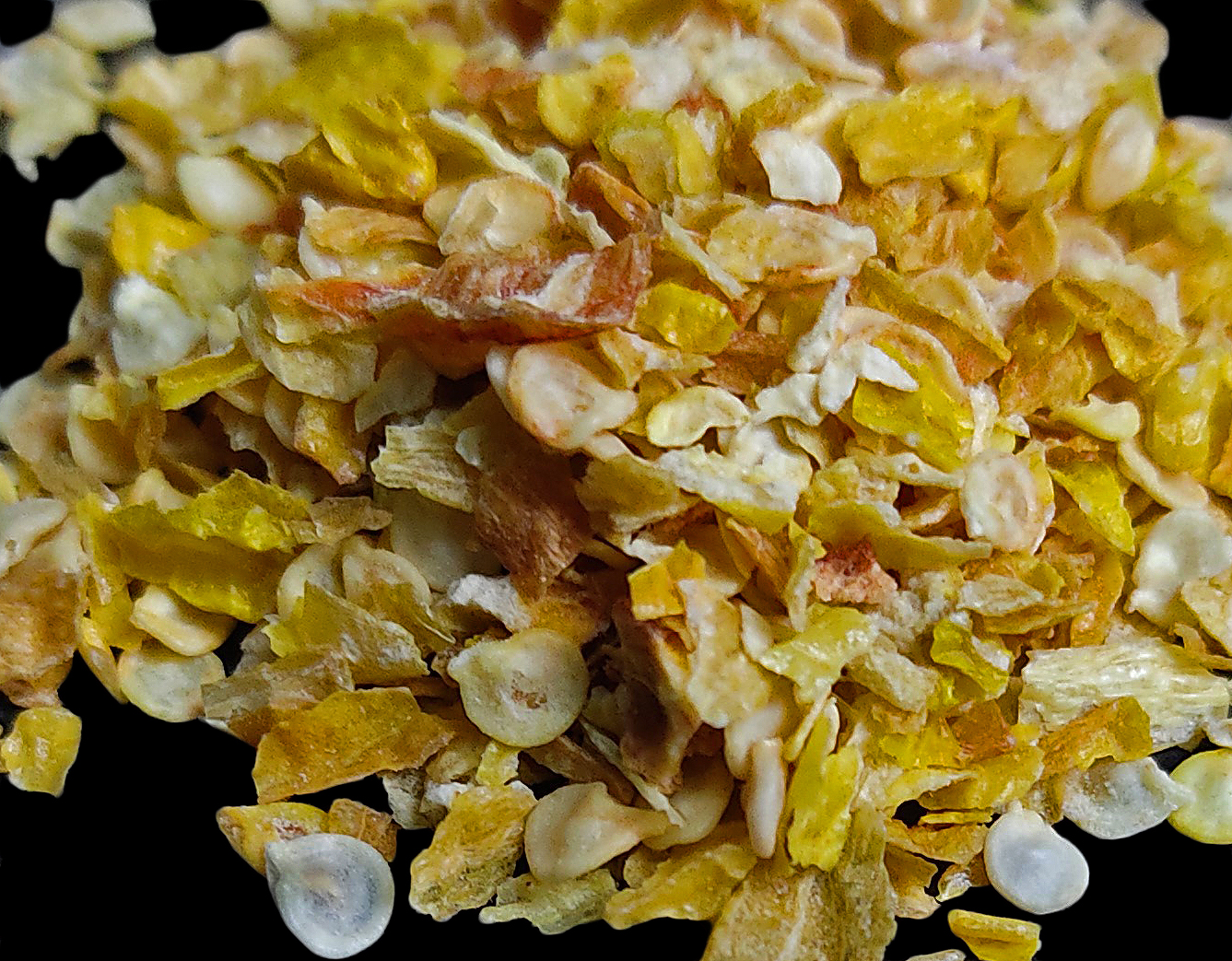
Tabasco-Chili, gelb, geschrotet

Getrockneter und geschroteter Tabasco-Chili ist im Handel selten zu finden. Es gibt ihn in verschiedenen Farben, da er auch unreif geerntet werden kann. Je nach Reifezustand wird sein Geschmack von neutral bis sellerieartig bewertet.